# Южнорусская волна
Южнорусская волна — российское и украинское художественное явление, представляющее собой выход на московскую арт-сцену ряда молодых художников Юга России и Украины, где оно имеет название «Нова хвиля», или «Новая украинская волна», и охватывает период с 1990-х до начала 2000 годов.

## История

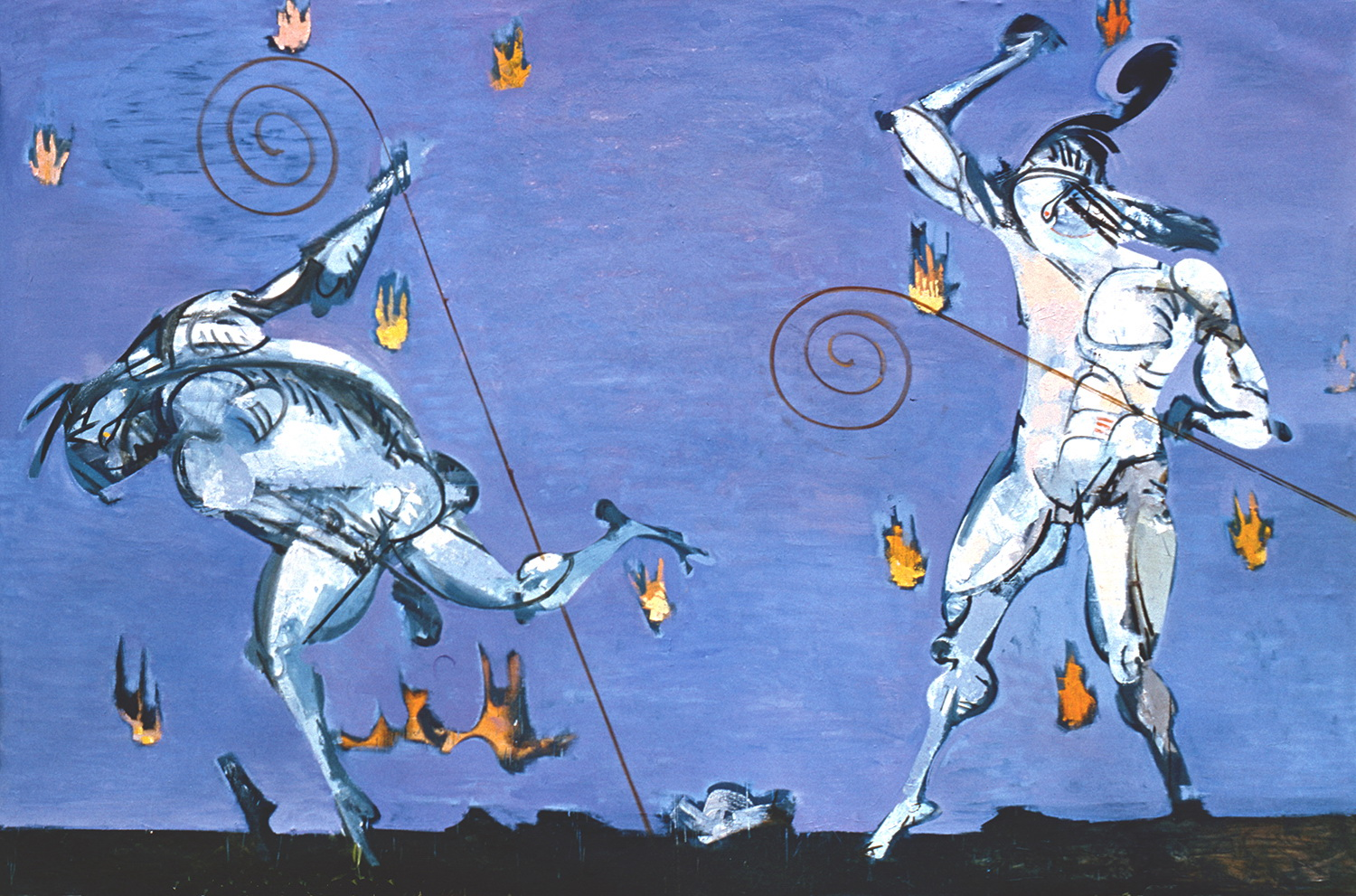
Василий Рябченко. «Отказ от благодати», 200 х 300 см, холст, масло, 1989

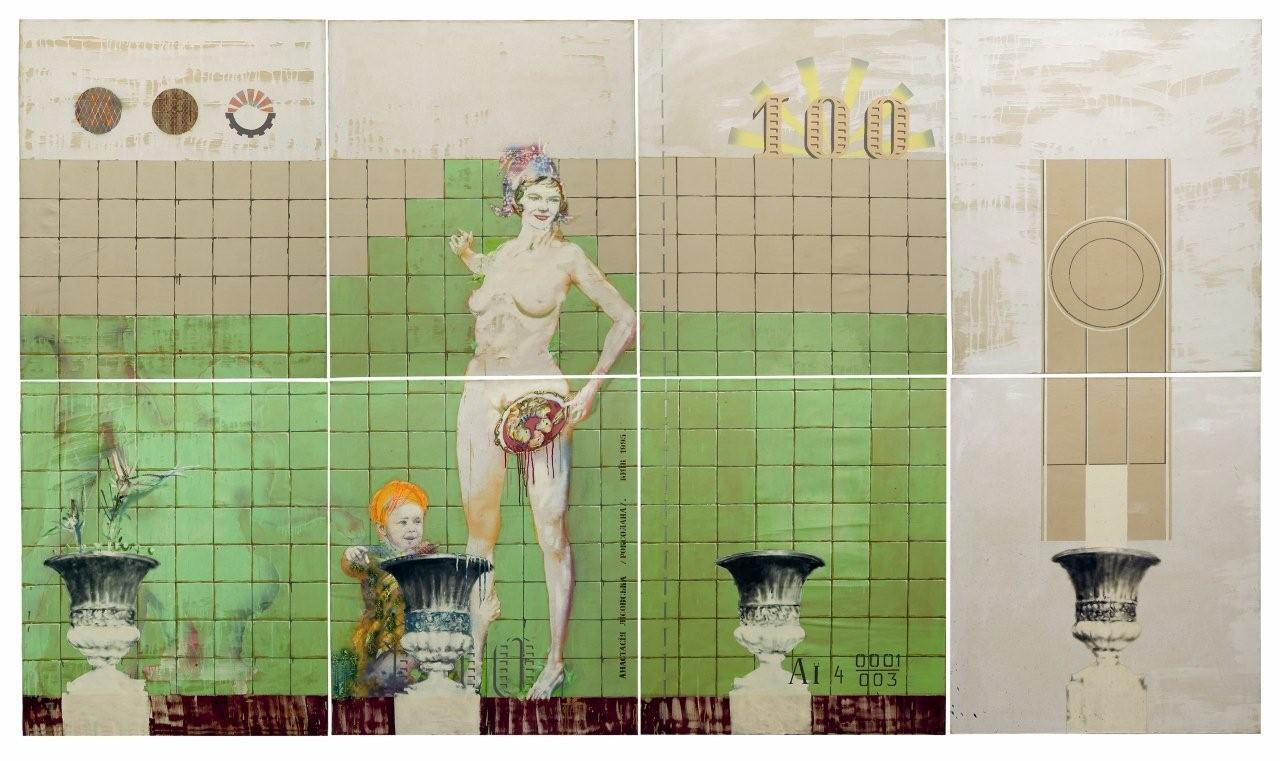
Олег Тистол. «Роксолана» (проект украинских денег), 280 х 480 см, холст, масло, 1995

Для консолидации будущей Южнорусской волны большую роль сыграла выставка «Вавилон», проведённая в Московском дворце молодёжи в 1990 году Маратом Гельманом. Как вспоминал Александр Ройтбурд, «… В принципе, все украинские художники понимали, что нужно выставиться в Москве, и первую попытку сделал Константин Раевский. Он пробивал идею украинской выставки через Бажанова, но она „зависла“. А тут Марат выступил с подобной идеей и предложил участвовать всей своей „команде“: Александру Гнилицкому, Олегу Голосию, его жене Лере Трубиной. Лера была нашей музой и любимицей… Были и другие киевляне — Олег Тистол, Константин Реунов, Яна Быстрова, Павел Керестей, Сергей Панич. Было и несколько одесситов: Василий Рябченко, Сергей Лыков, Елена Некрасова. Выставка „Вавилон“ предопределила контуры галереи Гельмана, хотя немедленной позитивной реакции не имела».
В начале 1990 годов в Москву перебралась большая часть художников ростовско-таганрогской арт-группы «Искусство или смерть»: Авдей Тер-Оганьян, Валерий Кошляков, Александр Сигутин, Юрий Шабельников, Василий Слепченко и другие. Развернув бурную деятельность в сквоте на Трёхпрудном, ростовчане влились наряду с киевлянами и одесситами в «южнорусскую волну».
Следующим этапом, утверждающем это явление, стала выставка «Южнорусская волна», устроенная Маратом Гельманом в петербургском Мраморном дворце (Русский музей) в октябре 2000 года. Эта выставка была частью масштабного выставочного проекта «Искусство против географии». По завершении этого проекта Государственному Русскому музею был подарен корпус работ «Южнорусская волна из собрания Марата Гельмана». Гельман передал в дар музею около 60 работ российского актуального искусства, из них живопись южнорусской волны представляли: Александр Ройтбурд, Олег Голосий, Юрий Соломко, Юрий Хоровский, Александр Гнилицкий, Олег Тистол, Анатолий Ганкевич, Олег Мигас, Арсен Савадов, Георгий Сенченко, Авдей Тер-Оганьян, Валерий Кошляков, Юрий Шабельников.

## Художники Южнорусской волны
Анатолий Ганкевич, Александр Гнилицкий, Олег Голосий,
Валерий Кошляков, Олег Мигас, Константин Реунов, Александр Ройтбурд, Василий Рябченко, Арсен Савадов, Георгий Сенченко, Юрий Соломко, Авдей Тер-Оганян, Олег Тистол, Юрий Хоровский, Юрий Шабельников

## Цитаты
«Слова „волна“ применительно к художественному явлению выглядит сегодня как затасканная метафора (ничем не хуже был бы „ветер“, например), но в южнорусском случае в ней слышатся волны Черного моря или Днепра, влажный воздух, много солнца, красок... Запахов меда и скошенных трав, лета... Тут уместна и еще одна традиционная метафора — „почва“: это искусство, произрастающее именно на богатой почве, радующее обилием и плодородием. Это самое щедрое из нынешнего актуального искусства бывшего СССР: в прямом смысле. В смысле буйства образов и символов, в смысле смешения предметов на картине: не обращая внимания на лаконичную усмешку минималистских школ, „южане“ ориентировались на южный, наивно-несдержанный вариант постмодерна, на итальянский активно фигуративный „трансавангард“, не стеснявшийся опыта — страшно сказать — аж буйных сюрреалистов.»

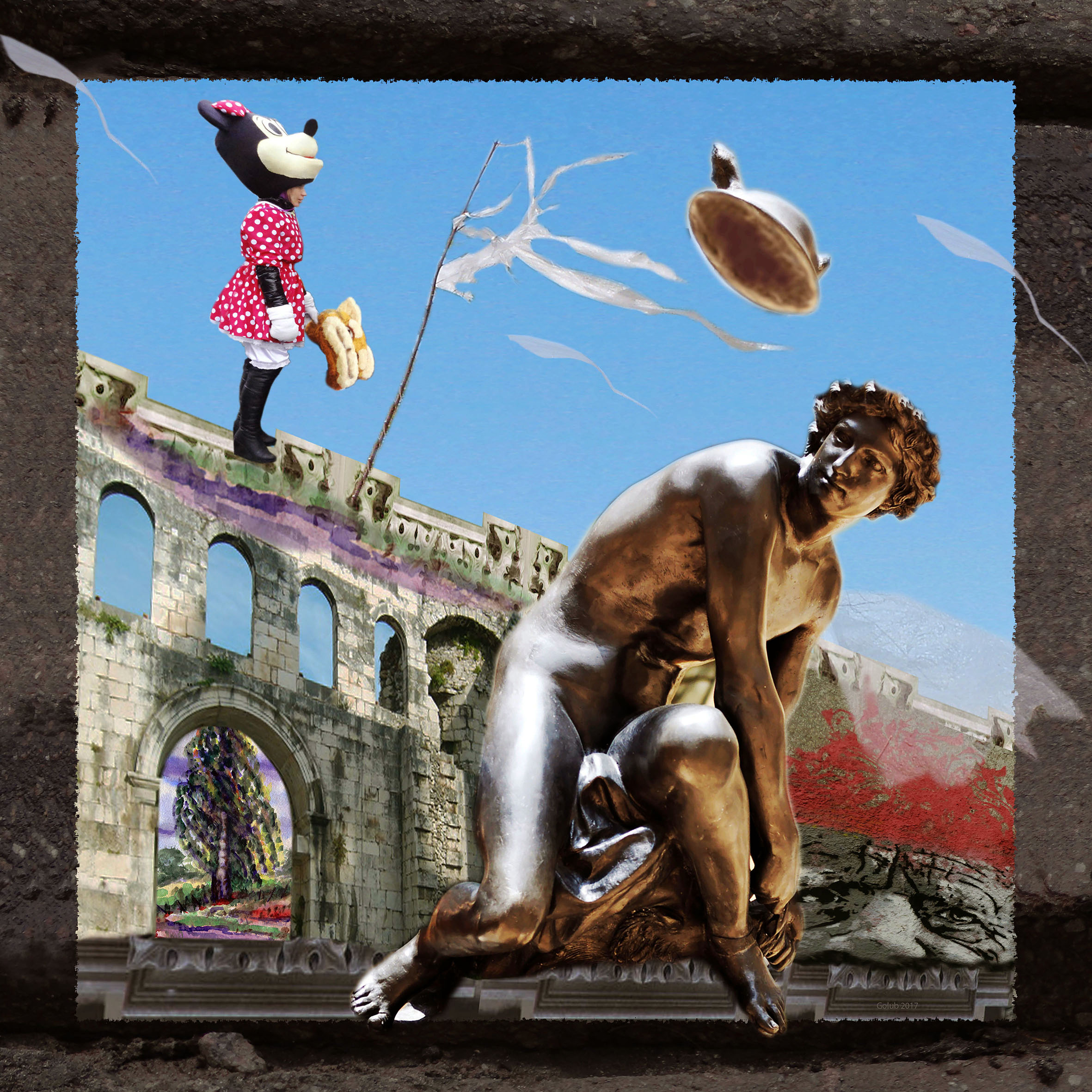
Елена Голуб. Из серии «Ветер», цифровая печать, 2017

— Вячеслав Курицын, российский филолог, литературный критик, журналист, писатель, поэт (2000)

## Новая украинская волна
Движение Новой украинской волны было подхвачено во многих городах Украины, что было связано с подъемом творческой активности на фоне драматических событий распада СССР, перестройки и становлением Независимой Украины. Появилось больше возможностей для проявления постмодернизма, которому не свойственна однородность, а разнообразие произведений и групп как деструктивного, так и конструктивного характера, направленных как на усиление черт живописно-пластического искусства, так и отход от него в сторону акционизма и замены традиционных художественных средств на новейшие технологии.
В Новую волну входили: «Украинский трансавангард» (базировавшийся на теории Акилле Бонито Оливы, преимущественно живописный, художников из Киева и Одессы; «Западно-Украинский постмодернизм» художников из Львова и Ивано-Франковска и «Киевский постмодернизм», которые в основном создавали инсталляции, ассамбляжи и устраивали перформансы, акции.
Участников было более пятисот, из Киева, Львова, Ужгорода, Ивано-Франковска, Луцка, Мукачево, Одессы, Харькова, Сум, Донецка, Днепра (Днепропетровска), Луганска, Николаева, Симферополя и др. Среди них известны: Андрей Александрович, Петр Антип, Алексей Аполлонов, Густаво Аранго, Александр Бабак, Николай Бабак, Тамара Бабак, Сергей Бережненко, Яна Быстрова, Владимир Богуславский, Екатерина Борисенко, Богдан Брынский, Игорь Броун, Елена Будовская, Борис Буряк, Леонид Вартыванов, Татьяна Власенко, Глеб Вышеславский, Людмила Волошаненко, Виктор Гвоздинский, Марко Гейко, Марина Глущенко, Олег Голосий, Елена Голуб, Игорь Голиков, Александр Гнилицкий, Татьяна Гончаренко, Стас Горский, Игорь Гречаник, Олег Дергачев, Юрий Дзюбан, Игорь Дюрич, Елена Евсеенко, Александр Животков, Сергей Животков, Роман Жук, Игорь Зайцев, Александр Замковский, Анатолий Звижинський, Илья Зомб, Владимир Иванов-Ахметов, Юрий Издрык, Вячеслав Иляшенко, Дмитрий Кавсан, Олег Капустяк, Назар Кардаш, Владимир Кауфман, Павел Керестей, Александр Клименко, Светлана Кондратенко, Екатерина Корнейчук, Мирослав Король, Юрий Косин, Ростислав Котерлин, Алексей Коциевський, Елена Кудинова, Сергей Лыков, Анна-Оксана Липа, Татьяна Лысенко, Александр Лисовский, Павел Маков, Евгений Матвеев, Наталья Максимова, Оксана Малышко, Валентин Мальченко, Николай Маценко, Татьяна Мисковец, Геннадий Молдавян, Владимир Мулык, Александр Новиковский, Елена Паламарчук, Игорь Панейко, Сергей Панич, Валерий Парфененко, Игорь Переклита, Лариса Пишая, Юрий Плисс, Ирина Погрибная, Лесь Подеревянский, Игорь Подольчак, Виктор Покиданец, Александр Полоник, Юрий Пшеничный, Валентин Раевский, Константин Реунов, Елена Рыжих, Александр Ридный, Валентина Роенко, Александр Ройтбурд, Роман Романишин, Василий Рябченко, Арсен Савадов, Андрей Сагайдаковский, Сергей Святченко, Юрий Сенченко, Анна Сидоренко, Платон Сильвестров, Марина Скугарева, Владимир Стецула, Владимир Трубач, Александр Сухолит, Анатолий Твердый, Геннадий Толпекин, Леонид Томилин, Дмитрий Тронов, Валерия Трубина, Елена Турянская, Сергей Удовиченко, Анатолий Федирко, Борис Фирцак, Дмитрий Фищенко, Сергей Хаджинов, Владимир Харченко, Ксения Ходаковская, Василий Цаголов, Сергей Цилов, Дмитрий Ципунов, Оксана Чепелик, Алексей Чулков, Игорь Шульев, Василий Юдин, Сергей Юхимов, Мирослав Ягода, Николай Якимечко, Владимир Яковец, Сергей Якунин, Ярослав Яновский, Мирослав Яремак и многие другие.
Основная группа художников была представлена в Национальном художественном музее Украины в 2009 году на выставке «Украинская новая волна».

## Интересные факты
Своеобразное продолжение проекта «Южнорусская волна» было предпринято Маратом Гельманом в 2012 году рядом выставок в Краснодаре. 15 мая 2012 года в Краснодарском краевом выставочном зале изобразительных искусств открылась выставка «ICONS», а 16 мая 2012 года в Краснодарском краевом художественном музее открылась выставка Александра Виноградова и Владимира Дубоссарского «Осторожно! Музей!». Эти выставки были крайне негативно восприняты православной и казачьей общественностью региона. Продолжение «Южнорусской волны» в краснодарском формате запланировано Гельманом на осень 2013 года. Однако Марат Гельман покинул Россию в 2014.